# Santa Cruz del Retamar
Santa Cruz del Retamar è un comune spagnolo di 2 901 abitanti situato nella comunità autonoma di Castiglia-La Mancia.